# Descontinuidade
Descontinuidade é um termo usado em geologia para designar as camadas de transição, tanto no interior da Terra, onde há diferença na densidade da rocha constituinte (descontinuidade da densidade) quanto para designar diferentes fácies sedimentares.
Há 4 descontinuidades relativas ao interior da Terra:
- Descontinuidade de Conrad
- Descontinuidade de Mohorovičić ou Descontinuidade de Moho, ou ainda Descontinuidade M
- Descontinuidade de Gutenberg ou Descontinuidade de Wiechert-Gutenberg
- Descontinuidade de Lehmann

Há também, 4 descontinuidades relativas a camadas de rochas distintas:
Neste caso, descontinuidade é o contato ou limite entre as unidades litoestratigráficas, marcada por um significativo hiato, ou seja, um período em que houve erosão ou não-deposição, assim é chamada mais especificadamente de discordância e pode ser classificada como:
•	Angular (unconformity): Inicialmente houve a deposição de um material o qual foi litificado ou não e sofreu abalos sísmicos mudando sua configuração inicial. Posteriormente, houve uma nova deposição a qual gerou rochas com mergulho diferente da rocha mais velha.
•	Litológica (noncoformity): descontinuidade de uma camada de rocha sedimentar sobre uma rocha metamórfica ou ígnea.
•	Erosiva (disconformity): durante o hiato ocorrem diversos processos erosivos, formando uma superfície de erosão. Posteriormente os sedimentos da rocha mais jovem vão ser depositados normalmente, com mesmo mergulho, isto é paralelas.
•	Paralela (paraconformity): sucessão de sedimentos paralelos sem superfície erosiva, só pode ser identificado com a análise do conteúdo fossilífero.